# Kasszandra (metafora)
A Kasszandra-metafora (más néven Kasszandra-szindróma) olyan személyre vonatkozik, akinek megalapozott figyelmeztetéseit vagy aggályait mások nem hiszik el.
A kifejezés a görög mitológiából származik. Kasszandra Priamosznak, Trója királyának a lánya volt. A szépségétől megdöbbenve, Apollón a prófécia ajándékával ajándékozta meg, de amikor Kasszandra visszautasította Apollón romantikus közeledését, megátkozta, biztosítva, hogy senki ne higgyen a figyelmeztetéseinek. Kasszandra tudatában maradt a jövőbeli eseményeknek, de nem tudta sem megváltoztatni ezeket az eseményeket, sem másokat meggyőzni jóslatai érvényességéről.

## Pszichológia
A Kasszandra-metaforát egyes pszichológusok olyan egyénekre alkalmazzák, akik fizikai és érzelmi szenvedést tapasztalnak a szorongató személyes észlelések következtében, de akiknek mások nem hisznek, amikor megpróbálják megosztani másokkal szenvedésük okát.

## Fordítás
Ez a szócikk részben vagy egészben  a   Cassandra (metaphor) című angol Wikipédia-szócikk ezen változatának fordításán alapul.  Az eredeti cikk szerkesztőit annak laptörténete sorolja fel. Ez a jelzés csupán a megfogalmazás eredetét és a szerzői jogokat jelzi, nem szolgál a cikkben szereplő információk forrásmegjelöléseként.